# برابان دوانغشاوم
برابان دوانغشاوم (بالتايلندية: ประพันธ์ ด้วงชะอุ่ม) (مواليد 22 أكتوبر 1944) هو ملاكم تايلاندي، مثّل بلاده في الألعاب الأولمبية الصيفية 1968.

## روابط خارجية
برابان دوانغشاوم على موقع أوليمبيديا (الإنجليزية)